# Johann Caspar Vogler
Johann Caspar Vogler (* 23. Maijul. / 2. Juni 1696greg. in Hausen; † 1. Juni 1763 in Weimar) war ein deutscher Organist und Komponist sowie Schüler von Johann Sebastian Bach.

## Leben
Vogler wurde bei Arnstadt in Thüringen geboren. Ab 1706  er Schüler von Johann Sebastian Bach, der dort Organist war. Es folgte weiterer Unterricht bei Philipp Heinrich Erlebach und Hoforganist Nicolaus Vetter in Rudolstadt. 1710 bis 1715 wurde er erneut Schüler Bachs in Weimar. In dieser Zeit kopierte er die beiden livres d’orgue von Jacques Boyvin. 1715 wurde er Organist in Stadtilm und am 19. Mai 1721 zweiter Nachfolger Bachs als Hoforganist in Weimar. 1729 bewarb er sich auf die Stelle des Organisten der Leipziger Nikolaikirche, unterlag aber gegen den Bach-Schüler Johann Schneider. Im Ratsprotokoll vom 24. Dezember 1729 heißt es, Vogler habe die Kirche irre gemacht […] und zu geschwinde gespielet. Eine weitere Bewerbung als Organist der Peterskirche in Görlitz schlug fehl. 1735 bewarb Vogler sich erfolgreich als Organist der Marktkirche in Hannover. Der Weimarer Herzog Ernst August verweigerte Vogler jedoch die Entlassung und ernannte ihn zum Vizebürgermeister, zwei Jahre später zum regierenden Bürgermeister von Weimar. Im Jahr 1744 zählte der Geograph und Universalgelehrte Johann Gottfried Gregorii den Hoforganisten genau wie Johann Sebastian Bach und weitere Bachschüler zu den besten deutschen Organisten. Vogler wirkte sodann bis zu seinem Tod in Weimar.

## Werk
Voglers Markuspassion ist ebenso verschollen wie seine weiteren aus Katalogen des 18. Jahrhunderts nachweisbaren Stücke mehrstimmiger Kirchenmusik. Erhalten sind vier Choralbearbeitungen und ein weiteres Werk für Orgel:
- Jesu Leiden Pein und Tod BWV Anh. 57
- O Haupt voll Blut und Wunden
- Schmücke dich, o liebe Seele
- Mach’s mit mir, Gott, nach deiner Güt

sowie
- Praeludium und Fuge in C-Dur (Pro Organo pleno)

Die ersten beiden sind handschriftlich überliefert, die letzten beiden sind abgedruckt in Vermischte musicalische Choral=Gedancken (Weimar, 1737). In ihrer Expressivität und mit ihren improvisierten Zwischenspielen ähneln sie Bachs frühem Stil und weisen nach Gerber Vogler als größten Meister auf der Orgel, den er [Bach] gebildet hat, aus.
Vogler war Kopist einiger Werke Bachs und wurde in der Bachforschung zunächst als Schreiber Anonymus 18 geführt. Von besonderem Wert für die Aufführungspraxis sind die in den Abschriften enthaltenen vollständigen Fingersätze, so von Präludium und Fughetta in C-Dur BWV 870a.